# Lenguas alamblak
Las lenguas alamblak o alamblak-kaningra son una pequeña subfamilia de dos lenguas estrechamente relacionadas, el kaningra y el alamblak, habladas en el distrito de Angoram en la provincia Sepik Oriental.
Esta subfamilia se clasifica dentro del grupo Sepik de las montañas dentro de las lenguas del Sepik habladas en el norte de Papúa Nueva Guinea.